# Aerotrain (GM)

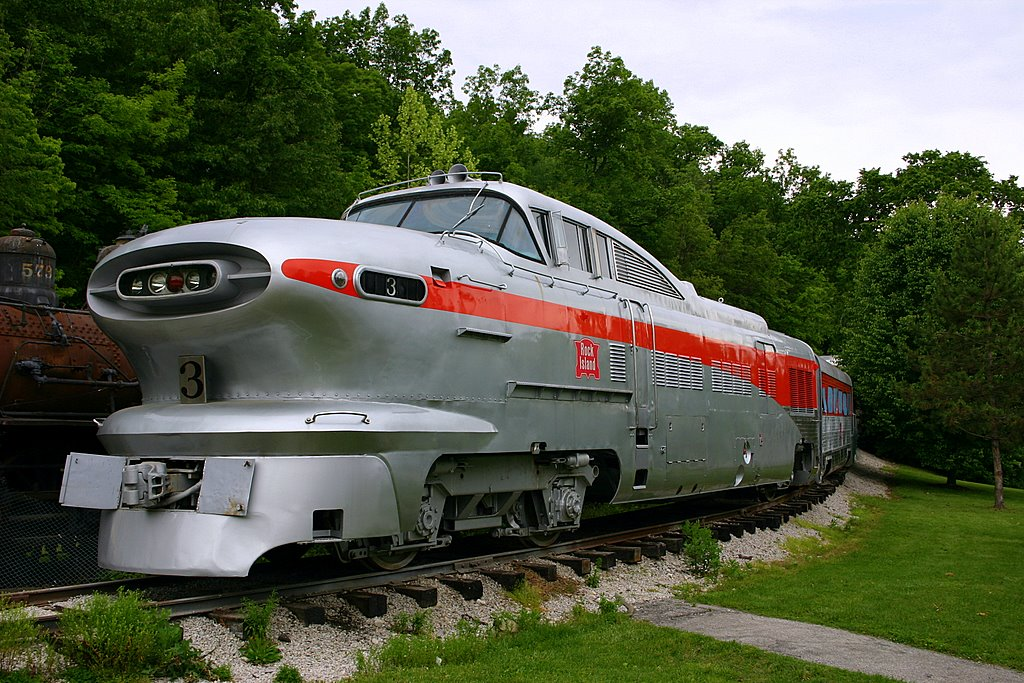
GM Aerotrain

Pour les articles homonymes, voir Aérotrain (homonymie).
L'Aerotrain est un train de voyageurs aérodynamique produit aux États-Unis par General Motors (Electromotive Division) au milieu des années 1950. Il était formé d'une locomotive diesel expérimentale EMD LWT12 (équipée d'un moteur EMD SW1200 de locomotive de manœuvre, avec une transmission adaptée pour un service voyageurs à grande vitesse et dotée d'une carrosserie profilée), couplée à une rame de dix voitures General Motors Corporation de type « coach  » modifiées de 40 places. Ces voitures légères, à deux essieux, étaient équipées d'une suspension pneumatique, supposée leur donner un roulement doux mais qui eut l'effet inverse. Ce train était conçu pour une vitesse de croisière de 160 km/h et fut construit seulement en trois exemplaires prototypes. Les deux premiers furent mis à la ferraille en 1966 après avoir terminé leur carrière dans un service de la banlieue de Chicago, le troisième est conservé au Musée des Transports de Saint-Louis (Missouri).